# Brokfunkia
Brokfunkia (Hosta undulata) är en sparrisväxtart som först beskrevs av Christoph Friedrich Otto och Albert Gottfried Dietrich, och fick sitt nu gällande namn av Liberty Hyde Bailey. Brokfunkia ingår i släktet funkior, och familjen sparrisväxter. Arten förekommer tillfälligt i Sverige, men reproducerar sig inte.

## Bildgalleri

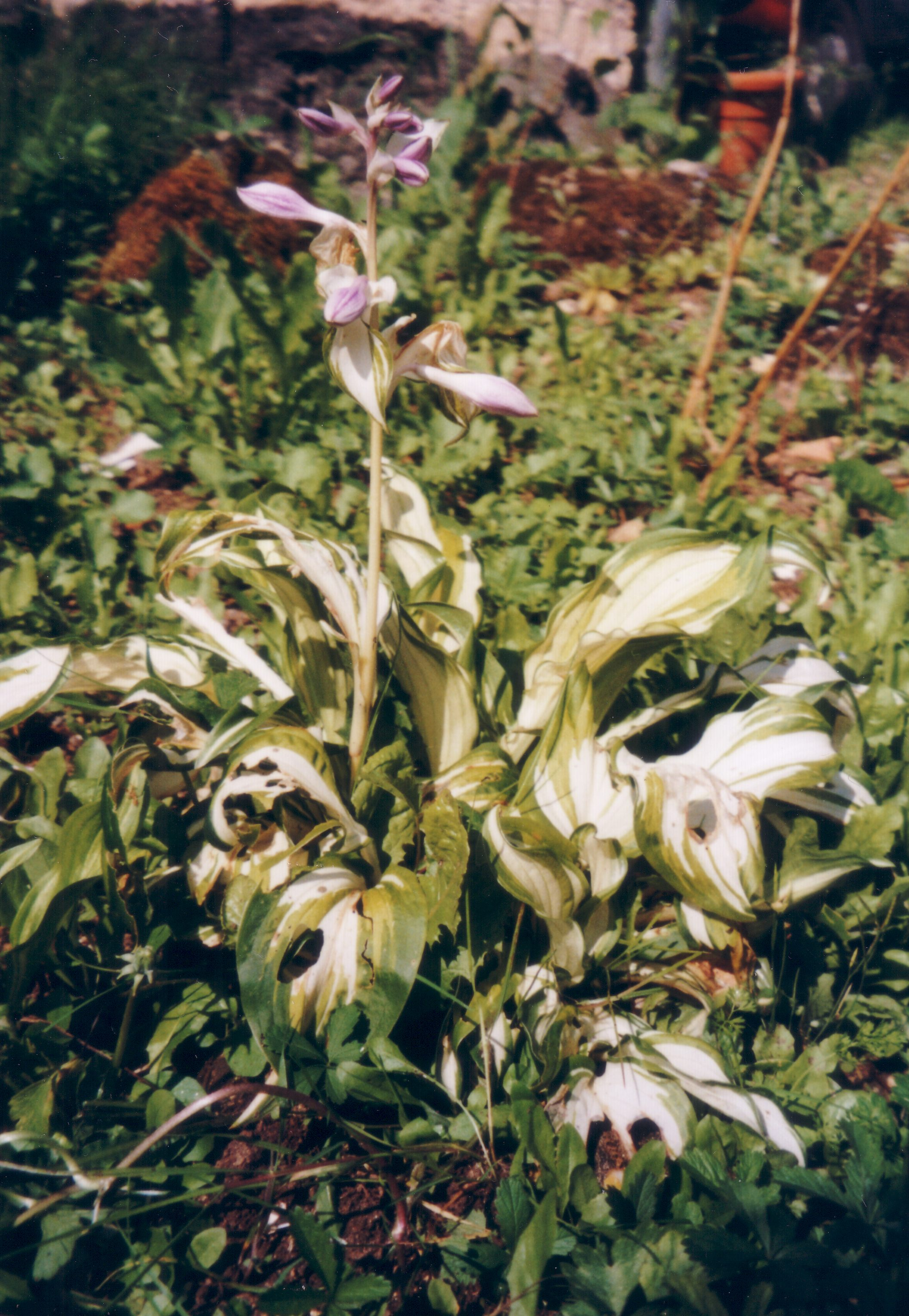
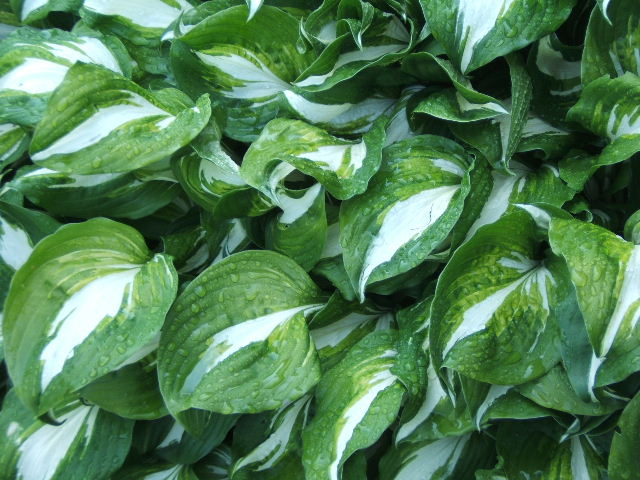
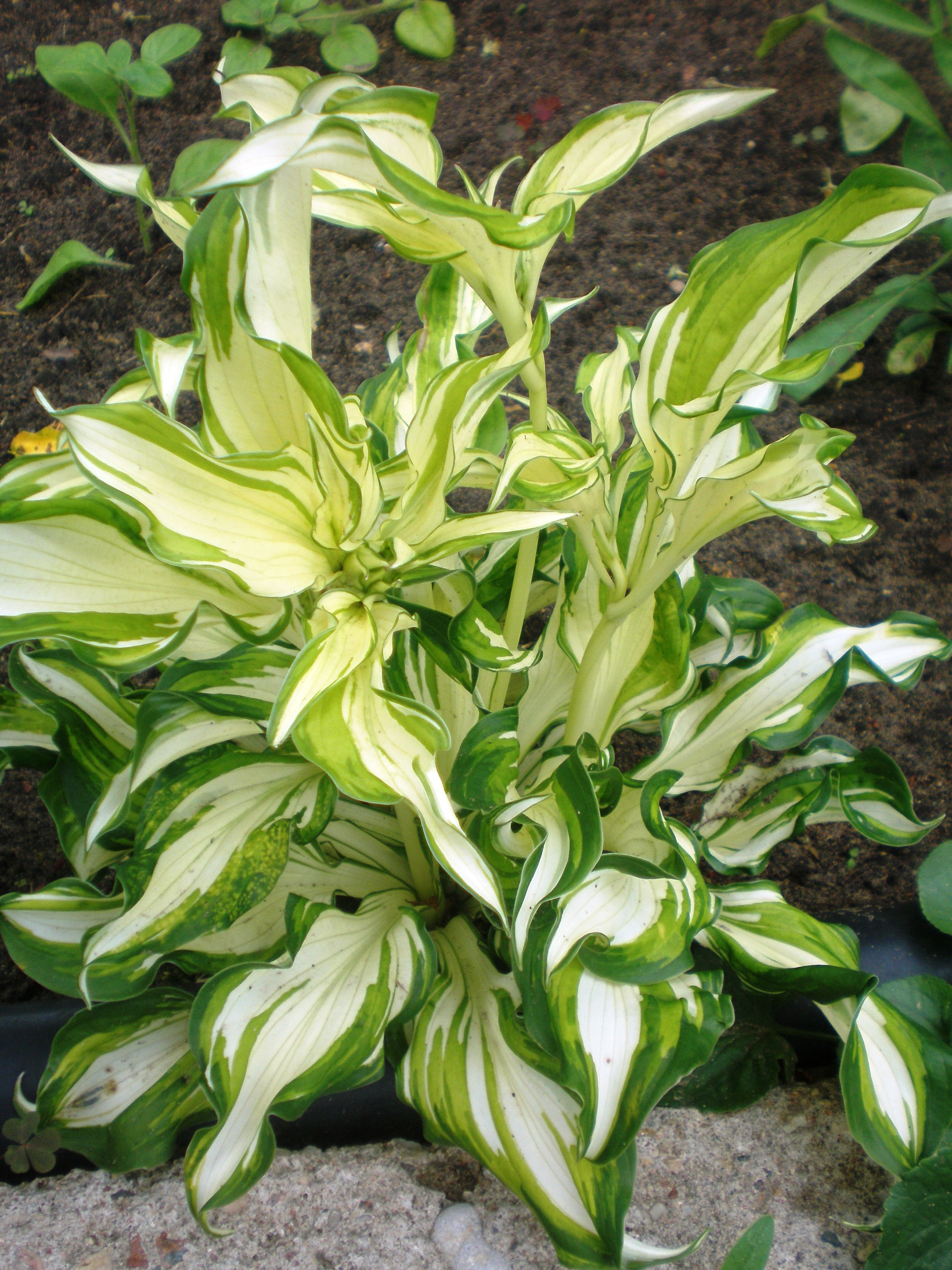